# ルーキー (玉置浩二の曲)
「ルーキー」は、日本のシンガーソングライターである玉置浩二の楽曲。
1998年5月21日にファンハウスから13枚目のシングルとしてリリースされた。Sony Recordsからの移籍第一弾の作品として前作「MR.LONELY」（1997年）よりおよそ9か月ぶりのリリースとなり、作詞および作曲、プロデュースは玉置が担当している。
読売ジャイアンツ所属の高橋由伸をイメージして制作された、疾走感のあるアコースティック・ギターの演奏がメインとなっている楽曲であり、7枚目のアルバム『GRAND LOVE』（1998年）からの先行シングルとしてリリースされた。本作は大鵬薬品工業「チオビタドリンク2000」のコマーシャルソングとして使用され、オリコンシングルチャートにおいて最高位49位となった。

## 背景
前作『JUNK LAND』（1997年）リリース後、玉置は同年9月から12月にかけて「CONCERT TOUR 1997 "JUNK LAND"」と題した全国ツアーを開催、全37公演が行われた。当時の玉置は1996年11月29日に憩室炎で倒れて以降、健康不安を抱えるようになり、東京で音楽を続けていく事に限界を感じていた。
1998年2月2日に玉置は初めて軽井沢にあるウッドストックスタジオを訪れた。このスタジオを訪れる切っ掛けとなったのは、かつて坂本九のプロデューサーであった金子洋明からの勧めであった。金子は軽井沢にリハーサルスタジオを建設する予定であり、下見に行った際にウッドストックスタジオを訪れ、中に入った瞬間に玉置にとって相応しい場所であると感じた事から玉置に同スタジオを勧める事となった。スタジオを訪れた玉置は「わあ、最高だ」と気に入ったため、近所の1LDKのマンションを借りて同地でのレコーディングを進める事となった。

## 音楽性と歌詞
本作は読売ジャイアンツの大ファンであった玉置が、当時ルーキーとして活躍していた同球団所属のプロ野球選手である高橋由伸をイメージして制作した楽曲である。ベスト・アルバム『ALL TIME BEST』（2017年）の楽曲解説では、「なんだって精一杯やってる君を 見てると何でだろう涙…こぼれる」という歌詞が頑張っている人を勇気づけると表記している。また同解説では、本作が野性味と疾走感のあるアコースティック・ギターの演奏と玉置によるソウルフルでメリハリのあるボーカルによって「躍動感を生んでいる」と表記している。

## リリース、メディアでの使用、チャート成績
本作は1998年5月21日にファンハウスより8センチCDとしてリリースされ、大鵬薬品工業「チオビタドリンク2000」のコマーシャルソングとして使用された。また、カップリング曲の「BELL」はキリンビバレッジ「JIVE」のコマーシャルソングとして使用された。その他、2002年11月11日放送のNHK教育の教育番組『天才てれびくんワイド』（1999年 - 2003年）の音楽コーナー「ミュージックてれびくん」において山元竜一が本作を歌唱している。
本作はオリコンシングルチャートにて最高位49位の登場週数5回となり、売り上げ枚数は2.1万枚となった。本作の売り上げ枚数は玉置のシングル売上ランキングにおいて13位となった。2022年に実施されたねとらぼ調査隊による玉置のシングル曲人気ランキングでは13位となった。

## シングル収録曲
| 全作詞・作曲: 玉置浩二。 |                            |           |            |                    |      |
| #                        | タイトル                   | 作詞      | 作曲・編曲 | 編曲               | 時間 |
| 1.                       | 「ルーキー」               | 玉置浩二  | 玉置浩二   | 玉置浩二           | 3:07 |
| 2.                       | 「BELL」                   | 玉置浩二  | 玉置浩二   | 玉置浩二、藤井丈司 | 4:09 |
| 3.                       | 「ルーキー」(Instrumental) | 玉置浩二  | 玉置浩二   | 玉置浩二           | 3:07 |
| 合計時間:                | 合計時間:                  | 合計時間: | 10:23      |                    |      |

## 参加ミュージシャン
- 玉置浩二 - ボーカル、バッキング・ボーカル、アコースティック・ギター、エレクトリック・ギター、ベース、ドラムス、パーカッション

## リリース履歴
| No. | 日付          | レーベル     | 規格      | 規格品番  | 最高順位 | 備考 |
| --- | ------------- | ------------ | --------- | --------- | -------- | ---- |
| 1   | 1998年5月21日 | ファンハウス | 8センチCD | FHDF-1682 | 49位     |      |

## 収録アルバム
「ルーキー」
- 『GRAND LOVE』（1998年）
- 『田園 KOJI TAMAKI BEST』（1998年）
- 『Best Harvest』（2003年）
- 『ALL TIME BEST』（2017年）

「BELL」
- 『GRAND LOVE』（1998年）